# 기타하치오지역
기타하치오지역(일본어: 北八王子駅, きたはちおうじえき)은 일본 도쿄도 하치오지시에 있는 철도역이다.

## 타는 곳
| 1 | ■ 하치코 선 | 하치오지 방면                   |
| 2 | ■ 하치코 선 | 하이지마·고마가와·가와고에 방면 |

## 역세권 정보
- 국도 20호선
- 카시오 하치오지 연구소
- 올림푸스 기술 개발 센터

## 역사
- 1959년 6월 10일: 영업 개시. 당시는 단선 승강장 1개만이었다.
- 1996년 3월 16일: 전철화됨 및 승강장을 개량됨.

## 사진

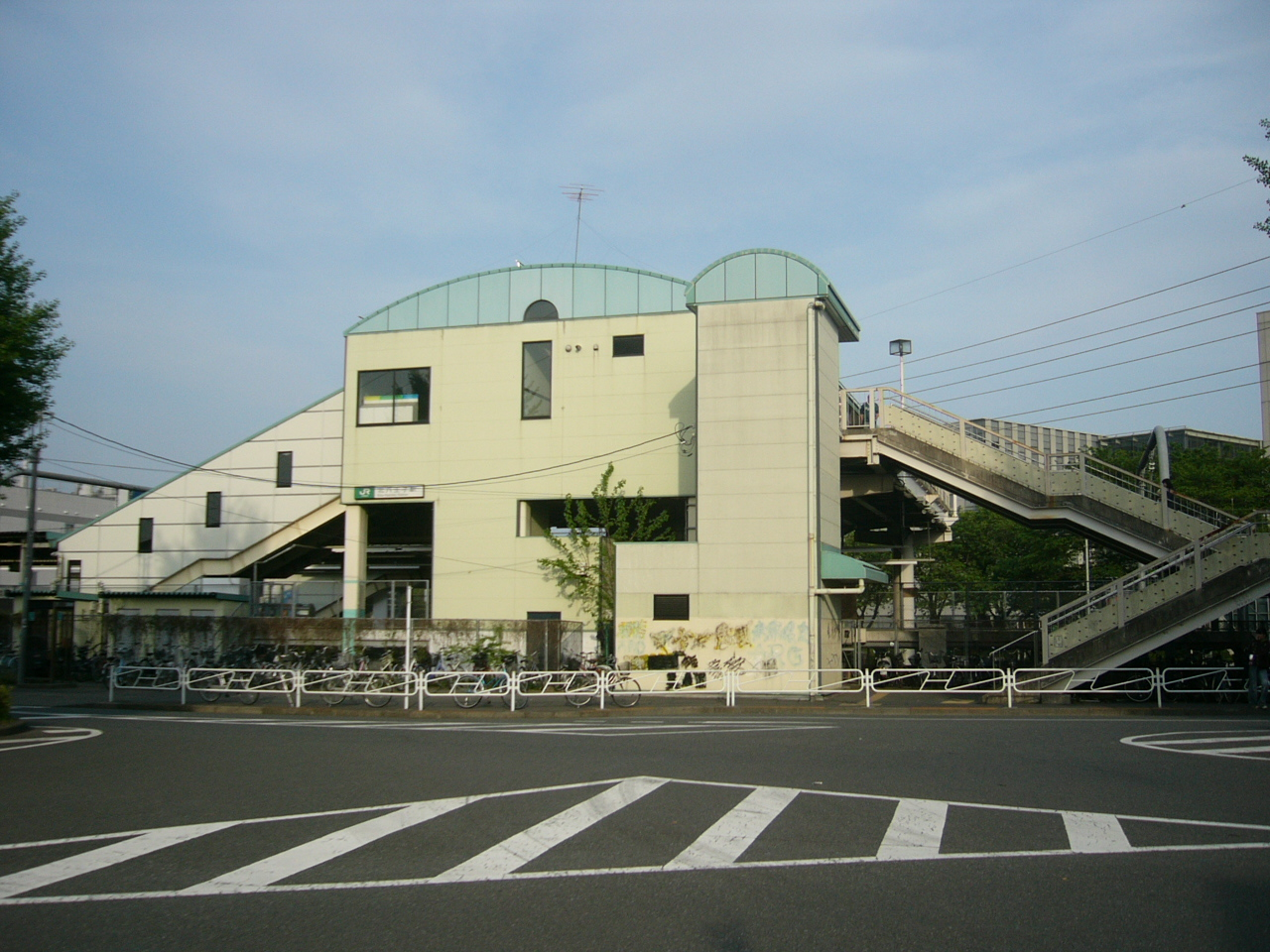
서쪽 모습

## 인접역
| 동일본 여객철도 ■ 하치코 선 | 동일본 여객철도 ■ 하치코 선 | 동일본 여객철도 ■ 하치코 선 |
| --------------------------- | --------------------------- | --------------------------- |
| 하치오지 하치오지 방면      |                             | 고미야 고마가와 방면        |